# Oncidium warscewiczii
Oncidium warscewiczii là một loài thực vật có hoa trong họ Lan. Loài này được Rchb. f. mô tả khoa học đầu tiên năm 1852.